# کوجی مادا
کوجی مادا (انگلیسی: Koji Maeda؛ زادهٔ ۳ فوریهٔ ۱۹۶۹) بازیکن فوتبال اهل ژاپن است.
از باشگاه‌هایی که در آن بازی کرده‌است می‌توان به باشگاه فوتبال ویسل کوبه، باشگاه فوتبال آویسپا فوکوئوکا، باشگاه فوتبال توکیو، باشگاه فوتبال گامبا اوساکا، باشگاه فوتبال ساگان توسو، و باشگاه فوتبال جوبیلو ایواتا اشاره کرد.